# Його шлюбна ніч
«Його́ шлю́бна ніч» (англ. His Wedding Night) — американська короткометражна комедія Роско Арбакла 1917 року з Бастером Кітоном в головній ролі.

## Сюжет
Клерк, що відважно заправляє справами аптеки і заправки, зустрічається з симпатичною дівчиною Еліс, справа поступово йде до весілля, але раптово з'являються конкуренти, які хочуть відбити Еліс. Посильний доставляє весільну сукню для примірки, але помилково надіває її сам, тепер всі приймають його за Еліс.

## У ролях
- Роско Арбакл — клерк в аптеці
- Аль Ст. Джон — конкуруючий залицяльник
- Бастер Кітон — хлопець з доставки
- Еліс Манн — Еліс
- Артур Ерл
- Джиммі Браянт
- Жозефін Стівенс
- Еліс Лейк
- Наталі Талмадж